# IC 17
IC 17 ist eine elliptische Galaxie vom Hubble-Typ E im Sternbild Walfisch südlich der Ekliptik. Sie ist rund 197 Millionen Lichtjahre von der Milchstraße entfernt und hat einen Durchmesser von etwa 20.000 Lichtjahren.
Entdeckt wurde die Galaxie am 19. August 1892 vom französischen Astronomen Stéphane Javelle.